# Маринино (Московская область)
Маринино — деревня в Дмитровском районе Московской области, в составе городского поселения Дмитров. Население — 31 чел. (2010). До 1939 года Маринино было центром Марининского сельсовета. В 1994—2006 годах Маринино входило в состав Настасьинского сельского округа.

## Расположение
Деревня расположена в центральной части района, примерно в 5 км западнее Дмитрова, у истоков безымянного ручья, левого притока Яхромы, высота центра над уровнем моря 122 м. Ближайшие населённые пункты — примыкающее на западе Высоково, Муравьево на северо-востоке и Ревякино на востоке.

## Население
| 2002 | 2006 | 2010 |
| ---- | ---- | ---- |
| 39   | ↗51  | ↘31  |